# Jumelage et coopération à Strasbourg
Une liste du jumelage et de la coopération à Strasbourg.
Ces relations ont pour but de pratiquer des échanges socio-culturels ce qui permet notamment de favoriser des rapprochements entre plusieurs cultures. On recherche un partage de valeurs et de pratiques ainsi que la mise en place d'échanges de bons procédés. Cependant il y a aussi une dynamisation des échanges économiques et universitaires, via divers programmes et évènements ; cela permet aux habitants et chercheurs de s'implanter plus facilement dans un marché étranger.

## Jumelages

### Boston (États-Unis)

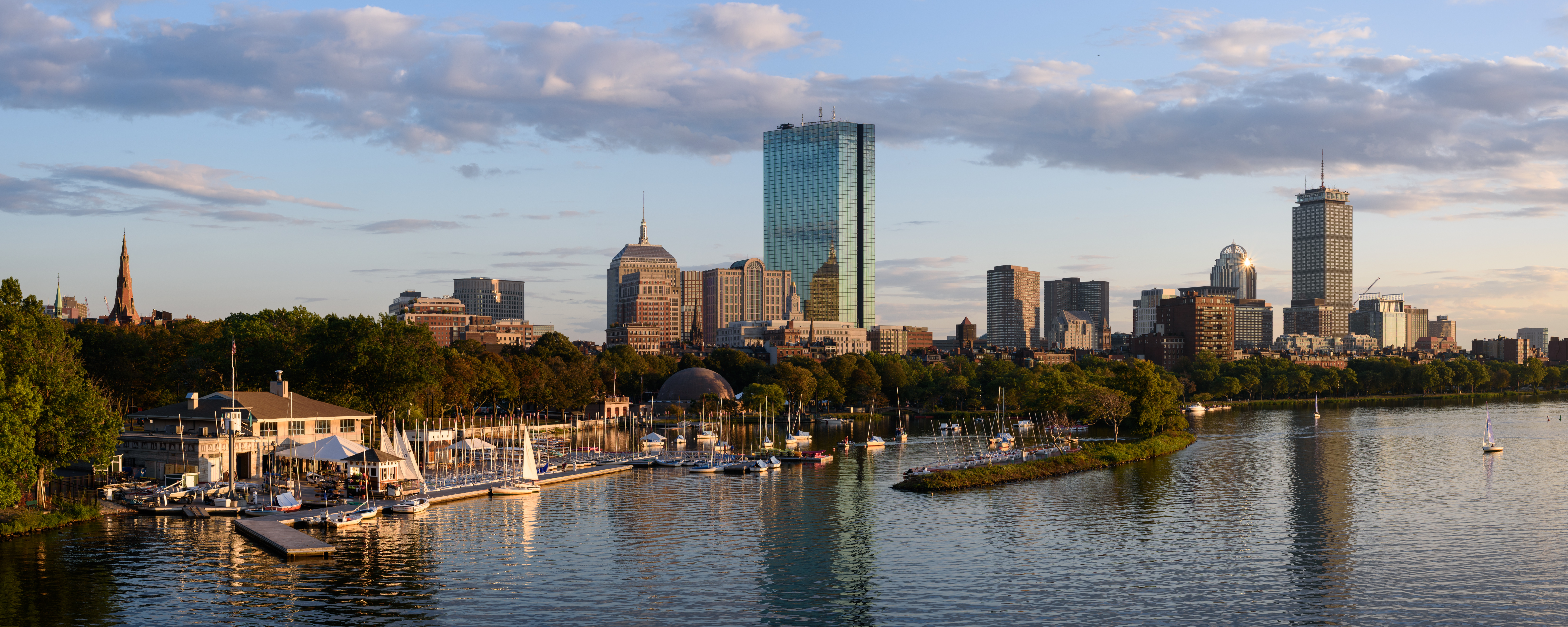
Panorama de Back Bay, Boston, depuis Longfellow Bridge.

La ville de Boston, capitale du Massachusetts, est jumelée à Strasbourg depuis 1960, initié par le strasbourgeois Charles Münch, qui était alors chef d'orchestre de l'Orchestre symphonique de Boston.
Cette relation se traduit par plusieurs types d'échanges, organisés sous trois pôles principaux :

#### Culture et art
Les deux villes effectuent régulièrement des échanges culturels et artistiques :
| Évènement                                                   | Date | Lieu              |
| ----------------------------------------------------------- | ---- | ----------------- |
| Exposition Tomi Ungerer à la Boston Public Library          | 2006 | Boston            |
| Tournée de l'Orchestre Symphonique des Jeunes de Strasbourg | 2008 | Boston            |
| Concert du Boston Camerata aux « Sacrées Journées »         | 2011 | Strasbourg        |
| Projet « Par avion »                                        | 2012 | Boston            |
| Concert du Boston Camerata aux « Noëlies »                  | 2014 | Strasbourg        |
| Tournée du groupe « Cary T Brown »                          | 2014 | Boston            |
| Concert des « Harvard Din and Tonics »                      | 2014 | Strasbourg        |
| Les Petits Chanteurs de Strasbourg                          | 2016 | Boston            |
| Projet « Ex-Libris, Ex-Change »                             | 2017 | Boston/Strasbourg |

Certains partenariats sont aussi réalisés entre : 
- L'Ecole Supérieure des Arts Décoratifs et la School of the Museum of Fine Arts depuis 1999.
- Conservatoire de Strasbourg et la Berkelee College of Music.

De plus, des échanges jeunes sont organisés chaque année.

#### Universités
Boston possède nombre d'universités extrêmement prestigieuses sur la scène mondiale, les accords entre les centres de recherches sont donc très importants : 
- IRCAD (Institut de Recherche contre les Cancers de l'Appareil Digestif) et le Massachussets General Hospital de la Harvard Medical School[12].
- ESBS (École supérieure de biotechnologie de Strasbourg) et le MIT (Massachussets Institute of Technology) en plus du New England Biolabs.
- IGBMC (Institut de génétique et de biologie moléculaire et cellulaire) et le MIT.
- Université de Strasbourg et le Boston College en plus de Tufts University.

Ces échanges sont supportés à l'aide de bourses (1 000 à 2 000€).

#### Économie
Ce jumelage permet aussi de favoriser les projets à l'international, Strasbourg a par exemple mis en place un programme pour supporter pour les entreprises et start-ups innovantes dans le domaine de la santé à s'exporter, en plus d'un partenariat sur le soft-landing de start-ups entre les deux villes. On peut encore citer Tango et Scan Édition Boston permettant aux strasbourgeois de trouver des partenaires à Bostom et de développer des échanges dans les domaines du numérique et des industries créatives.

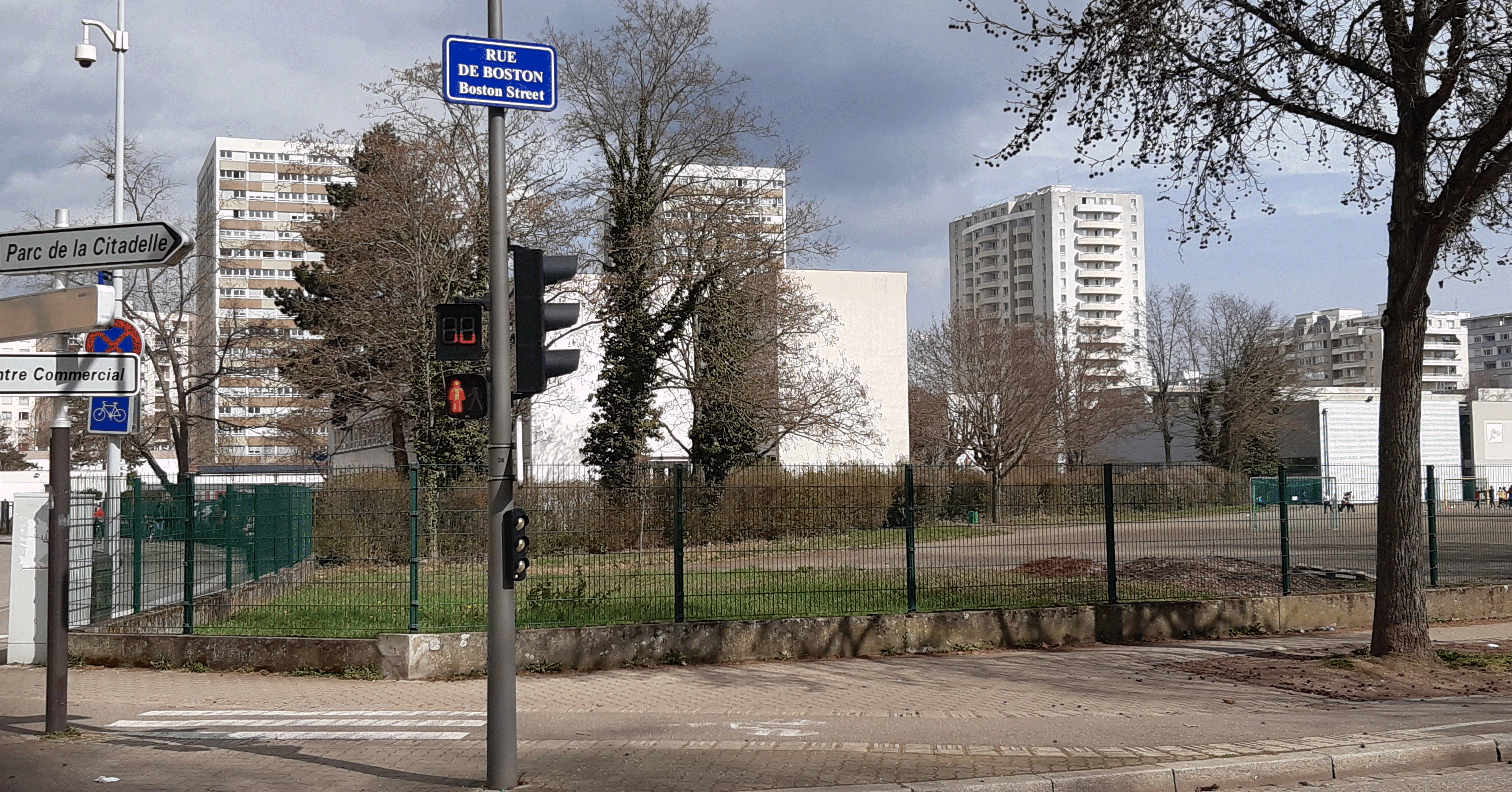
Rue de Boston à Strasbourg.

#### Autres
La Rue de Boston, construite en 1963.

### Dresde, Allemagne

Vieille ville de Dresde et pont Auguste. Panorama à partir de 14 clichés.

Capitale de Saxe, Dresde est un centre politique, économique et culturel.
Strasbourg y est jumelée depuis 1990, lors de la réunification.

#### Culture et art
Depuis 2005, Strasbourg propose des résidences croisées avec des villes partenaires pour les artistes, ce qui leur facilite le séjour.
Les deux villes organisent des participations communes entre des groupes des deux villes à l'occasion de la Fête de la musique, chaque année depuis 2010.
Enfin, pour les 30 ans de jumelage, depuis 2019, le collectif d'artistes et musiciens français et allemands Lovemusic propose un programme d'échange entre les jeunes de 7 à 17 ans des Conservatoires de Strasbourg et de Dresde, et promeut la créativité des jeunes. Cela est organisé en ateliers supervisés et divers stages.

#### Universités et écoles
Les lycées Louis Pasteur et Lycée Marcel Rudloff ont réalisés des partenariats avec le Gymnasium Dresden Plauen « Berufliche Schulen » de Dresde respectivement. Ensemble, ils ont réalisé une horloge astronomique. Cela est passé par plusieurs voyages entre les deux villes, contriubuant a une ouverture interculturelle.
Depuis 2012, il est possible pour un enseignant d'école maternelle strasbourgeoise d’exercer durant un an dans un Kindergarten de Dresde et réciproquement, grâce au programme d’échange franco-allemand de l’OFAJ.
Du côté de l'enseignement supérieur, la ville de Strasbourg soutient la mobilité des étudiants strasbourgeois par le biais de son dispositif de bourses « Mobilitwin ». Cela peut leur permettre d'effectuer un stage ou d'obtenir une bourse pour aller étudier dans une ville jumellée : 20 étudiants sont partis en 2019 / 2020 effectuer une partie de leurs études à la Technische Universität (TU) Dresden.

#### Autres
Les deux villes ont reçu le Prix de la culture des régions européennes de la Fondation européenne de la culture en 2003 pour la richesse de leurs échanges.